# روبي موزلي هولين
ولِد روبي موزلي هولين في 9 يوليو 1894 وتوفي في 7 يوليو 1965 في هالسفيل، ميزوري. عمل هولين مدعيًا عامًا في مقاطعة ميزوري، ورشحه الرئيس الأمريكي فرانكلين روزفلت لمنصب قاضٍ فيدرالي في 8 يوليو عام 1943.
وفي يوليو عام 1950، أصدر القاضي هولين إنذارًا قضائيًا شهيرًا يلزم فيه مدينة سانت لويس، ميزوري بفتح حمامات السباحة بمتنزه فيرجراوندز وماركيت أمام ذوي البشرة الملونة.

## قضية براون ضد مجلس التعليم
مهد أمر المحكمة الذي أصدره القاضي هولين في عام 1950 لحكم المحكمة العليا للولايات المتحدة في مايو عام 1954 في قضية براون ضد مجلس التعليم والذي قضى بأن «المرافق التعليمية المنفصلة صورة من صور عدم المساواة.»
وفي القرار الذي أصدره القاضي هولين، «أشار إلى أن أي إقصاء على أساس العرق من أي حمام سباحة محلي - حتى مع توفر حمام سباحة مكافئ تمامًا له - يمكن أن يمثل انتهاكًا للدستور.» وأشار هولين إلى أن حمام السباحة المكافئ «قد يقلل من التمييز، لكنه لن يدعم وجود مثل هذه الحمامات في أجزاء أخرى بالمدينة.»
يعلق المؤلف جيف ويلتسي على هذا الأمر قائلاً إن «هولين بدا وكأنه يقول إن السباح ذا البشرة السوداء، الذي يمر على حمام السباحة المخصَص للبيض فقط من أجل الوصول إلى أحد حمامات الفصل العنصري لن يلقى بذلك معاملة مساوية بموجب القانون وفقًا لما ينص عليه التعديل الرابع عشر.»
وهذا هو جوهر الحكم في قضية براون ضد مجلس التعليم، وهو أن الطالب الأسود يجب ألا يضطر للذهاب إلى مدرسة أبعد تطبق سياسة التمييز العنصري. ففي تلك القضية، كان على ليندا، ابنة المدعي، الطالبة في الصف الثالث، السير لمسافة ست وحدات سكنية للوصول إلى موقف أتوبيس المدرسة الذي يوصلها إلى مدرسة مونرو الابتدائية. فالمدرسة التي تطبق سياسة التمييز العنصري تبعد عن منزلها ميلاً واحدًا، بينما مدرسة سامنر الابتدائية الخاصة بالبيض لم تبعد سوى سبع وحدات سكنية من منزلها.
وفي قضية سانت لويس، وأثناء التحدث مع محامي المدينة (الذي تصادف أن يكون اسمه جيمز كرو)، طرح القاضي هولين سؤالاً بلاغيًا قائلاً:

«هل تلغي وجهة نظر المجتمع الدستور؟ هل يمكن غض الطرف عن الدستور، أو طرحه جانبًا، لأن طرفًا ما بالمجتمع تصادف شعوره بالكره تجاهه؟»

### معلومات عامة
في 19 يونيو 1950، حاول ثلاثة أمريكيين من أصل إفريقي الدخول إلى أحد حمامات سباحة متنزه فيرجراوندز في سانت لويس بميزوري، في انتهاك منهم لسياسة التمييز العنصري المتبعة في المدينة، والتي أُعيدت صياغتها في الدستور بعد يوم واحد من الدمج العرقي في عام 1949 الذي تجلى في شغب متنزه فيرجراوندز. فأخبر حارس حمام السباحة الثلاثة أمريكيين من أصل إفريقي، الذين كانوا يحاولون الوصول إلى الحمام في يونيو 1950 أنهم بحاجة لتصاريح من أجل دخول الحمام.
واحتكم قسم مدينة سانت لويس في الرابطة الوطنية لتطوير أحوال الملونين إلى محكمة المقاطعة الأمريكية، سعيًا منه للحصول على أمر محكمة يضع حدًا للتمييز العنصري في حمامات السباحة بالمدينة.

## المنح الدراسية
تُقدَم منح روبي موزلي هولين الشرفية كل عام لطلاب الحقوق المتميزين الذين يلتحقون بجامعة ميزوري كانساس سيتي، وذلك من صندوق أُنشئ وفق وصية آنا هولين، أرملة روبي موزلي هولين، وهي خريجة متميزة من جامعة ميزوري كانساس سيتي.